# Bill Buckner
William Joseph Buckner, detto Bill (Vallejo, 14 dicembre 1949 – Boise, 27 maggio 2019), è stato un giocatore di baseball statunitense,   della Major League Baseball.